# Дружный (Иркутская область)

Дружный — посёлок в Нукутском районе Усть-Ордынского Бурятского округа Иркутской области. Входит в муниципальное образование «Первомайское».

## География
Посёлок расположен в 61 км от районного центра, на высоте 569 м над уровнем моря.
Состоит из 3 улиц:
- Кооперативная
- Лесная
- Школьная

## Население
| 2002 | 2010 | 2011 | 2012 |
| ---- | ---- | ---- | ---- |
| 121  | ↘61  | →61  | ↗63  |

## Инфраструктура
Была школа.

## Транспорт
К посёлку идёт автодорога 25 ОП МЗ 25Н-392 «Подъезд к д. Дружный» (деревня — так в "Постановлении Правительства Иркутской области от 05.08.2016 N 478-пп (ред. от 01.04.2020) «Об утверждении Перечня автомобильных дорог общего пользования регионального или межмуниципального значения Иркутской области»).